# 梅尔许斯
梅尔许斯（挪威語：Melhus）是挪威特倫德拉格郡的一個市镇，行政中心为梅尔许斯村。市镇面积为694平方公里，人口数量为16,733人（2020年），人口密度为每平方公里25.6人。